# Chomelix
Chomelix is een gemeente in het Franse departement Haute-Loire (regio Auvergne-Rhône-Alpes) en telt 493 inwoners (2004). De plaats maakt deel uit van het arrondissement Le Puy-en-Velay.

## Geografie
De oppervlakte van Chomelix bedraagt 26,9 km², de bevolkingsdichtheid is 18,3 inwoners per km².
De onderstaande kaart toont de ligging van Chomelix met de belangrijkste infrastructuur en aangrenzende gemeenten.

## Demografie
Onderstaande figuur toont het verloop van het inwonertal (bron: INSEE-tellingen).

## Geboren
- Henri Alain Liogier (1916-2009), botanicus en arachnoloog